# Леварт (герб)
Леварт (пол. Lewart, Leopardus, Walny, Waliu-szy, Lampart) — шляхетський і дворянський герб франконського походження, яким користувалися 74 шляхетські роди Білорусі, Литви, України, Польщі і Росії.

## Опис
Опис гербу — використання принципів блазонування: У червоному полі (інший варіант — блакитне тло) звернений праворуч леопард, що стоїть на задніх лапах, з висунутим язиком і піднятими передніми лапами, а на його голові корона. Та ж сама фігура і на шоломі
. Емблема ця перейшла до Польщі з Німеччини в XII столітті при Казимирі II Справедливому.

## Використовують
Баковські (Bakowski), Бескіфірлеї (Beskifirlej), Беланскіфірлеї (Bielańskifirlej), Боготніцькі (Bochotnicki), Боришковські (Boryszkowski), Броневські (Broniewski), Бунські (Buński), Дубровські (Dubrowski), Евертси (Ewerts), Евертські (Ewertski), Фірлеї (Firley), Голітеї (Golitej), Горські (Gorski), Гославські (Gosławski), Гурські (Górski albo Gurski), Гаупти (Haupt), Яхни (Jachna), Єзерські (Jezierski), Кіжевічи (Kiżewicz), Кіжевські (Kiżewski), Княжишчи (Kniażyszcza albo Kniażyszcze), Конарські (Konarski), Крупські (Krupski), Крвацькі (Krwacki), Крватські (Krwatski), Ламфриди (Lamfryd), Леркани (Lerkan), Левандовські (Lewandowski), Леварти (Lewart), Левартовічи (Lewartowicz), Левартовські (Lewartowski), Левінські (Lewiński), Лібери (Liber), Лівські (Liwski), Львовські (Lwowski), Лашчи (Łaszcz), Лакоцькі (Łąkocki), Маєри (Majer), Марцушовські (Marcuszowski), Марчушовські (Marczuszowski), Маркушевські (Markuszewski), Маркушовські (Markuszowski), Меглевські або Мелгевські (Meglewski albo Mełgiewski), Мегловські (Megłowski), Мелгвінські (Mełgwiński), Мотицькі (Motycki), Неймановські (Nejmanowski), Опоцькі (Opocki), Пахньовські (Pachniowski), Петеї (Petej), Пети (Pety), Подоленські (Podoleński), Подолінські (Podoliński), Пухньовські (Puchniowski), Скварци (Skwarc), Скварчи (Skwarcz), Шлапи (Szłapa), Токарські (Thokarski albo Tokarski), Трециуши (Trecyusz), Туловські (Tułowski), Тичини (Tyczyna), Уєздзькі (Ujezdzki), Вальтери (Walter), Вежхановські (Wierzchanowski), Водополи (Wodopol), Водполи (Wodpol), Войткевічи (Wojtkiewicz), Вольські (Wolski), Вшелачинські (Wszelaczyński), Закжевські (Zakrzewski).